# Jan Greber
Jan Greber (ur. 20 sierpnia 1939 w Łucku, zm. 16 sierpnia 2023 w Warszawie) – polski aktor teatralny i filmowy.

## Życiorys
W 1963 roku ukończył studia na Wydziale Aktorskim PWSFTviT w Łodzi. 26 października tego samego roku miał miejsce jego debiut teatralny. W latach 1963–1979 występował w Teatrze Polskim w Poznaniu. Od 1979 do 1980 był kierownikiem artystycznym Krakowskiej Estrady, w latach 1980–1983 kierownikiem artystycznym, a później dyrektorem naczelnym i artystycznym Zjednoczonych Przedsiębiorstw Rozrywkowych.
W 1971 otrzymał Honorową Odznakę miasta Poznania.
Od 1980 roku był mężem Marzeny Trybały. Zmarł 16 sierpnia 2023 roku w szpitalu w Międzylesiu w Warszawie.
Został pochowany w grobowcu rodzinnym Greberów na Cmentarzu Lipowym w Gliwicach. 

## Filmografia
- 1962: Na białym szlaku – duński telegrafista
- 1977: Lalka (odc. 4)
- 1984: 07 zgłoś się (odc. 15)
- 1986: Nieproszony gość – bandyta Zyga
- 1986: Zmiennicy (odc. 2)
- 1987: Rzeka kłamstwa (odc. 4)
- 1990: Pas de deux
- 1999: Jak narkotyk
- 1999: Pierwszy milion
- 1999: Wszystkie pieniądze świata – mecenas
- 2001: Marszałek Piłsudski (odc. 5)
- 2006: Pensjonat pod Różą – Henryk Kaszyński (odc. 102 i 103)

Źródło: Filmpolski.pl.